# Julius Eskesen
Julius Eskesen (født 16. marts 1999) er en dansk fodboldspiller, der spiller for Dundee United.

## Klubkarriere
Eksesen spillede i B1913, indtil han som 10-årig skiftede til Odense Boldklub.

### Odense Boldklub
Han skrev på sin 15-års fødselsdag under på sin første kontrakt med Odense Boldklub, der havde en varighed af to år. Denne kontrakt forlængede han i april 2016. U/17-træneren Anders Skjoldemose udtalte i den forbindelse om Eskesen, at
| Citat              | Julius Eskesen er en meget arbejdsom og boldfast spiller, der er dygtig i de små områder. Han er god til at sætte sig selv i scene og finde de mellemrum, der gør ondt på modstanderne | Citat |
| Anders Skjoldemose | |       |

I 2016 oplevede han en længere skadespause, hvor han blandt andet blev opereret for sportsbrok kort før sommerferien. På trods af dette blev nomineret til Årets Fund ved Sportslørdag. Hæderen blev dog vundet af roerne Marta Kempf og Anne Larsen.
I juni 2017 skrev han under på en fireårig forlængelse af kontrakten med OB, således parterne har papir på hinanden frem til sommeren 2021. Han blev samtidig en fast del af Superligatruppen, selvom alderen er til at være førsteårs U/19-spiller.

### SønderjyskE
Den 28. januar 2020 skiftede Eskesen til SønderjyskE på en aftale gældende frem til sommeren 2024. 

## Landsholdskarriere
Han fik sin debut i dansk landsholdssammenhæng den 21. oktober 2014, da han blev skiftet ind i det 73. minut i stedet for Mikkel Jacobsen i et 0-2-nederlag til Tjekkiets U/16-fodboldlandshold i en venskabskamp. Det var starten på yderligere syv kampe for U/16-landsholdet, hvor han blandt andet deltog i UEFA's development turnering i Dublin, Irland. Ved denne turnering spillede han alle tre kampe og var anfører.

## Titler

### Klub
SønderjyskE
- Sydbank Pokalen: 2020